# As Tartarugas Ninja (desenho de 1987)
Teenage Mutant Ninja Turtles (conhecido no Brasil e em Portugal como As Tartarugas Ninja) é uma animação produzida por Murakami-Wolf-Swenson. Tendo estreado em 14 de Dezembro de 1987, primeiro como uma minissérie em cinco partes. A série apresentava os personagens criados por Kevin Eastman e Peter Laird para um quadrinho homônimo, mas alterando o foco agressivo para algo mais cômico e voltado para a família.
A motivação inicial das Tartarugas Ninja foi justamente a criação de uma linha de brinquedos, pois a Playmates Toys estava preocupada com o número de leitores jovens que seguiam os quadrinhos. Eles então primeiro aguardaram o lançamento do seriado na televisão,para só então a empresa californiana anunciar o lançamento dos brinquedos para o verão de 1988. E esta série viria a fazer sucesso por muitos anos além.
David Wise e Patti Howeth escreveram o roteiro para a primeira minissérie em cinco episódios with com a supervisão de Eastman e Laird.  Quando a série ganhou sua continuação na segunda temporada, o quadrinista Jack Mendelsohn entrou para a equipe como editor-executivo de roteiro.
O desenho foi ao ar no Saturday morning de 1º de Outubro de 1988 a 23 de Setembro de 1989. Depois de alcançar o sucesso, o desenho passou a ser exibido cinco dias por semana de 25 de Setembro de 1989 até 17 de Setembro de 1993. Em 8 de Setembro de 1990, a série passou a ser exibida no Saturday morning da CBS, começando com um bloco de 60 minutos em 1990, passando para um de 30 em 1994 até deixar de ser exibida em 2 de Novembro de 1996.
O programa ajudou a lançar os personagens a grande popularidade e o tornou uma das séries de animação mais bem sucedidas da história. Cereais matinais, brinquedos e todo o tipo de produto com a aparência de seus personagens foram lançados entre o final dos anos 1980 e começo dos anos 1990. Uma aclamada quadrinização da Archie Comics baseada neste desenho e impressa em preto e branco também foi publicada durante esse tempo. Além, é claro, de seus bonecos - que estavam entre os mais vendidos em todo o mundo. No anos 1990 o programa foi exibido em mais de 125 emissoras de televisão e os gibis vendiam cerca de 125.000 cópias por mês.

Em 20 de julho de 2023, na San Diego Comic Con, a Nickelodeon anunciou a aquisição dos direitos da série, que ficará disponível nos canais da marca Nickelodeon e outras plataformas digitais.

## Sinopse
A história original apresentada para TV em 1987 era bastante diferente daquele publicadas nas revistas da Mirage Studios, pois havia sido mais adequada para toda a família.  Nessa versão, Splinter é apresentando como um ser humano, um honorável mestre de ninjutsu chamado Hamato Yoshi. Yoshi foi expulso do Clã do Pé (no Japão) depois de ser logrado pelo cruel Oroku Saki, que prendeu o kimono de Hamato Yoshi na parede com uma tanto, o impedindo de cumprimentar o seu sensei, algo tido claramente como um insulto. Quando Yoshi removeu a adaga, o mais uma vez o insultou, acreditando que Yoshi estava erguendo a adaga contra ele. Exilado do clã ninja, Hamato Yoshi rumou para Nova Iorque, onde foi obrigado a viver nos esgotos.
Enquanto vivia no esgoto tendo os ratos como únicos amigos, Yoshi encontrou quatro tartarugas, recentemente compradas em uma pet shop por um rapaz de nome desconhecido que acidentalmente deixou-as cair por um bueiro. Um dia, quando Yoshi retornava de sua exploração pelos subterrâneos de Nova Iorque, ele encontrou as tartarugas recobertas por um estranho líquidos brilhante. A substância causou às tartarugas - e consequentemente a Yoshi - uma série de mutações que lhes deu uma forma humanóide, enquanto transformaram Yoshi numa espécie de homem-rato, que viria a se auto-intitular "Splinter". A diferença entre essa versão e a versão dos gibis publicados pela Archie é que na versão original Splinter era um rato, ao invés de um ser humano.
Yoshi adotou as quatro tartarugas como seus filhos e as treinou na secular arte do ninjitsu. Os nomes escolhidos para eles foram  os de artistas renascentistas favoritos do velho ninja: Leonardo, Donatello, Raphael e Michaelangelo. Na maioria das versões, as tartarugas costumam ser chamadas pelos apelidos Leo, Donny, Raph and Mikey, mas nesse desenho, elas eram sempre chamadas pelos nomes completos. Cada tartaruga vestia máscaras de cores diferentes e treinavam um tipo de luta com armas distintas.
Enquanto isso, Oroku Saki deixou o Japão seguindo o rastro de Yoshi até Nova Iorque, onde ele pretendia destruí-lo de uma vez por todas. Dessa forma o vilão se associou a Krang, uma espécie de cérebro alienígena sem corpo que havia sido banido de sua terra, a Dimensão X, onde ele era um poderoso general. Saki criou uma nova identidade, usando uma armadura com afiadas lâminas, uma longa capa e uma máscara metálica cobrindo sua boca. Assim ele assumia a temida identidade de "Destruidor".
Fica óbvio na primeira temporada que o líquido que deu aos nossos heróis suas formas mutantes foi na verdade despejado no esgoto pelo próprio Destruidor, num esforço inútil de destruir Yoshi, que acreditava que aquilo seria um veneno mortal. Logo, as tartarugas desejam se vingar do Destruidor, que desonrou seu mestre o transformando em um rato humanóide. No começo, tudo que eles querem é forçar o vilão a devolver a forma humana de Splinter, mas isso logo evoluiu para uma luta com a finalidade de parar a onda de crimes iniciada pelo malévolo Saki. Dessa forma os quatro jovens ninjas mutantes se tornam vigilantes mascarados fora-da-lei, assim como seu amigo Casey Jones, que apareceria apenas na terceira temporada. Embora no começo da série as tartarugas se mostrem muito preocupadas em manter sua identidade em segredo, essa preocupação vai passando no decorrer das temporadas.
Destruidor, Krang, Bebop e Rocksteady (dois marginais transformados em animais mutantes graças à fórmula do Destruidor) e um pequeno exército de robôs tentam destruir as tartarugas e dominar o mundo. Muitos de seus planos de conquista global dependem de libertar o Tecnodromo (a fortaleza móvel de Krang) que ficara preso no centro da Terra, na Dimensão X, no Ártico ou no Oceano Ártico.
Nas duas últimas temporadas do programa, as Tartarugas finalmente conseguiu prender Krang e o Destruidor na Dimensão X. Eles destruíram os motores e o "portal transdimensional" do Tecnodromo impedindo que eles retornassem para a Terra. O desenho, que havia se estendido muito mais do que a maioria das animações das manhã de sábado, sofreu então uma dramática mudança. O ritmo então tornou-se sombrio e bem mais próximo das histórias originais do gibi, a cor do céu que outrora era azul começa a ganhar tons de vermelho escuro e o tema de abertura também foi alterado.
Um novo vilão, Lord Dregg, um terrível guerreiro alienígena, surge como seu novo principal antagonista. Dregg inicia uma campanha publicitária contra as Tartarugas, virando a opinião pública contra eles. No último episódio da série, os heróis conseguem prender Dregg na Dimensão X.

## Impacto
Apesar de divergir muito da concepção da história original das Tartarugas Ninja e jamais ter sido considerada canônica com o universo original da Mirage comics, esta série animada de 1987 é provavelmente a mais notável animação de um gibi, alcançando o status de fenômeno da cultura pop. Está série foi produzida por nove anos e continuou sendo popular muito tempo depois do término de sua produção. Foi responsável também por introduzir muitos bordões no vocabulário americano, como "Cowabunga" (adaptado no Brasil como "Santa Tartaruga"). Esta animação foi a mais proeminente e bem-sucedida utilização da franquia das Tartarugas e é considerada por muitos fãs a sua versão definitiva.
A série foi adaptada também para o cinema nas seguintes produções:
- Tartarugas Ninja - O Filme (1990)
- Tartarugas Ninja II: O Segredo de Ooze (1991)
- Tartarugas Ninja III (1993)
- TMNT (2007)

Em 2009, o IGN classificou as Tartarugas Ninja como uma das 55 maiores animações de todos os tempos em seu Top 100.
Em 2009, as tartarugas, Destruidor, Krang, e vários outros personagens da série 1987 retornou para em crossover no filme para a televisão  Turtles Forever, comemorando os 25 anos da franquia, onde eles se encontram com os seus homólogos de uma série produzida em 2003. Devido a razões financeiras, nenhum dos os dubladores originais foram capazes de reprisar seus papéis, e os atores foram substituído. Em relação a esta série especial, o enredo sugere que o filme é mais provável definido em algum momento antes do Destruídor e Krang serem banidos para Dimensão X, durante o tempo que o Technodrome é preso perto do núcleo da Terra.
Em abril de 2013, Ciro Nieli, o produtor executivo da série de 2012, confirmou em uma entrevista que as tartarugas de 1987 fariam uma participação especial em um especial de uma hora na segunda temporada. Cam Clarke, Townsend Coleman, Barry Gordon e Rob Paulsen (que dublou Donatello na série de 2012) reprisam seus papéis como Leonardo, Michelangelo, Donatello e Raphael, respectivamente, no encerramento do episódio "Wormquake!", em 2016, o grupo reapareceu no décimo episódio da quarta temporada da série, "Trans-Dimensional Turtles".

## Trilha Sonora
Esse desenho também ficou famoso pela sua aclamada trilha sonora. Através da série, os episódios eram embalados por músicas de fundo que refletiam o tom da situação (por exemplo, perigo, ação, exploração, confusão, mistério, etc.), assim como muito cenários também apresentavam identidade musical própria, como o Tecnódromo, os esgotos, o Canal 6, entre outros. Isso contribuiu para a dinâmica única do programa. A trilha sonora foi composta por Dennis Challen Brown (primeiro creditado como "D.C. Brown" e depois como "Dennis C. Brown") e Chuck Lorre. Lorre escreveu o famoso tema de abertura e depois se tornou um bem-sucedido produtor de televisão.

## Personagens
Estes são os personagens principais da série e aparecem ao longo das oito temporadas. Depois da última temporada, apenas April, as Tartarugas e Splinter foram mantidos como personagens principais, visto que o Destruidor e Krang voltariam por vários episódios da décima temporada.
- Leonardo: a tartaruga de máscara azul, portava duas katanas/ninja-tōs. Ele era o mais concentrado e responsável, sendo o líder da equipe e o discípulo mais próximo de Splinter;
- Donatello: a tartaruga de máscara roxa, ostentava um bastão bo. Ele era o mais inteligente da equipe, com dotes científicos e o responsável pela maioria das invenções;
- Raphael: a tartaruga de máscara vermelha, armado com duas adagas sai. Ele era o mais rebelde e agressivo da equipe, geralmente sarcástico e agindo por conta própria;
- Michelangelo: a tartaruga de máscara laranja, utilizando dois nunchakus e mais tarde uma kusari-fundo. Ele é o mais engraçado e extrovertido das tartarugas, fanático por pizzas e cheio de bordões;
- Splinter: um mestre rigoroso e exigente, ele é o rato mutante que treinou as tartarugas no ninjitsu;
- April O'Neil: a repórter ruiva do Canal 6 que descobre o lar das Tartarugas no esgoto e se torna sua amiga;
- Sapos Guerreiros: eram quatro sapos normais da Flórida até serem expostos pelo Mutagênico enviado por Krang. O Destruidor os encontrou e os treinou para eliminarem as Tartarugas, mas perceberam que estavam do lado errado e viraram amigos das Tartarugas. Como eles, cada um tem sua própria arma e nome de figuras históricas: Átila (maça), Genghis (machado), Rasputin (arco e flechas especiais) e Napoleão (chicote).
- Miyamoto Usagi: coelho samurai vindo de outra dimensão habitada por animais humanóides e caracterizada como a época do Japão Feudal. Possuí um forte senso de honra e coragem.[7] Ficou amigos das Tartarugas, embora um pouco depois ele tenha sido enganado pelo Destruidor para combater as Tartarugas (obviamente descobrindo a verdade depois).
- Destruidor: o arqui-inimigo das Tartarugas, é geralmente o principal antagonista em outras mídias, mas neste seriado ele sempre acata as ordens de Krang, mesmo contra sua vontade;
- Krang: um cérebro sem corpo da Dimensão X, que comandava o Tecnódromo. Ele ajuda a executar a maioria dos planos do Destruidor.
- Bebop e Rocksteady: os desajeitados capangas do Destruídor, que proporcionavam um escape cômico ao programa. Eram respectivamente um javali africano e um rinoceronte.
- Lord Dregg: O vilão principal da oitava temporada em diante, um alienígena que planejava dominar o mundo.

## Veículos e equipamentos
Como muitos heróis de desenhos animados, as Tartarugas tinham toda a sorte de equipamentos e veículos personalizado.

### Veículos
- Furgão das Tartarugas: Um furgão que originalmente pertenceu a Baxter Stockman antes de sua prisão. Donatello o equipou com diversos aparelhos encontrados no laboratório de Stockman, incluindo diversos sensores de monitoração e sistemas de míssil. O Furgão das Tartarugas, apesar de verde e amarelo com desenhos muito chamativos, é o principal meio de transporte das Tartarugas. April usou o furgão na terceira edição do título da Mirage. O Battle Shell do desenho de 2003 é muito parecido com o Furgão das Tartarugas. Ele foi aparentemente baseado no chassi de um furgão Dodge , devido ao seu para-brisas dividido e ao motor, que fica sob os bancos da frente;
- Balão-Tartaruga: Um dirigível criado por Donatello no final da primeira temporada para servir como meio de transporte das Tartarugas. O balão leva o logo visivelmente gravado em sua lateral. O planador pode se desprender do balão para permitir maior mobilidade às Tartarugas onde um grande dirigível não poderia passar. Este veículo foi destruído na temporada do céu vermelho;
- Skates Comuns: Donatello incrementou quatro skates na segunda temporada com hélices na parte traseira;
- Turtle Bike: Uma motocicleta comum com um sidecar, geralmente pilotada Leonardo, tendo surgido na terceira temporada;
- Tubos de Esgoto;
- Sewerski: são jetskis usado para percorrer os esgotos.

### Equipamentos
- Comunicadores-Tartaruga: Os Comunicadores-Tartaruga (também chamados de Turtle Comms) eram pequenos, possuíam o design de cascos de tartaruga e foram criados por Donatello. As Tartarugas, Splinter e April possuíam comunicadores individuais com os quais podiam se comunicar uns com os outros . O mais discreto era o utilizado por April, que parecia um estojo de maquiagem. Zach, a fã das Tartarugas, conseguiu um dos comunicadores no episódio "The Fifth Turtle";
- Retro catapult: Uma catapulta introduzida na Terceira Temporada;
- Gerador portatil de portais: Também introduzido na Terceira Temporada;
- O Atirador de Desentupidor;
- O Lançador de Pizza;

## Censura
No Reino Unido, as Tartarugas Ninja foram lançadas com o nome Teenage Mutant Hero Turtles (TMHT). Isso ocorreu por causa das controvérsias com o tema "ninja" e suas armas relacionadas (como o nunchaku, por exemplo). A sequencia de introdução foi duramente editada graças a isso, trocando a palavra ninja por herói ou lutador, usando um logotipo digitalizado por cima do original, e removendo algumas cenas nas quais Michaelangelo maneja seus nunchakus, substituindo por outras imagens do programa.
A versão "TMHT" foi ao ar em outros países da Europa, incluindo Bélgica, Alemanha, Áustria, Polônia, Suécia, Noruega, Dinamarca e Finlândia. Na Dinamarca a versão da censura inglesa foi ao ar na emissora nacional TV2, sendo que a primeira temporada foi ao ar como um grande episódio-piloto intitulado "How It All Began", ou "Como Tudo Começou"., incluindo os cinco primeiros episódios (que foram duramente editados).